# Belgisch-Zaïrees conflict van 1988-1989
Het Belgisch-Zaïrees conflict van 1988-1989 was een open conflict tussen België en Zaïre van oktober 1988 tot en met juli 1989. De oorzaak van het conflict was onenigheid over het Zaïrese schuldendossier en de gekrenkte waardigheid van Zaïre.
In januari 1989 ondernam Zaïre enkele stappen om het conflict te onderstrepen. Zo werden bijvoorbeeld twee van de vier wekelijkse Sabenavluchten naar Kinshasa afgeschaft en werd de zetel van Air Zaïre van Brussel naar Parijs overgebracht. Zowel het Belgisch-Zaïrees vriendschapsverdrag als het samenwerkingsakkoord van 1976 werden opgezegd. Zaïre stopte ook met de terugbetaling van zijn schulden aan België en vroeg de heropening van de zogenaamde contentieux, het koloniale geschillendossier dat in 1965 via een akkoord was geklasseerd. België protesteerde en stuurde eind januari Leo Tindemans, de toenmalige minister van Buitenlandse Zaken, naar Zaïre om te onderhandelen. Het resultaat van deze onderhandelingspoging was echter minimaal. De MPR, de partij van president Mobutu, stelde zelfs voor om de diplomatieke betrekkingen met België op te zeggen.
Het was vervolgens de Marokkaanse koning Hassan II die als bemiddelaar de zaak probeerde op te lossen. Er waren ontmoetingen tussen Mobutu en de Belgische premier Wilfried Martens in februari in Cannes en in mei in Dakar, tijdens de top van de Francophonie. Verder waren er ook contacten tussen Mark Eyskens, de nieuwe minister van Buitenlandse Zaken, en zijn Zaïrese ambtgenoot Jean Nguza Karl-i-Bond. Uiteindelijk kwam er op 15 juli in Parijs een akkoord. De Zaïrese schuld aan België (zo'n 4,9 miljard BEF) werd volledig kwijtgescholden en van de Zaïrese handelsschuld werd een derde kwijtgescholden (5,75 miljard BEF). De resterende schuldaflossing zou door Zaïre in een gezamenlijk beheerd fonds worden gestort waarvan het geld zou gebruikt worden voor ontwikkelingsprojecten voor de lokale bevolking. Het akkoord werd in een protocol gegoten en werd op 26 juli in het koninklijk paleis in de Marokkaanse hoofdstad Rabat ondertekend door Mobutu, Martens en de Marokkaanse koning.
Volgens Zaïre was de waardigheid herwonnen en het normaliseerde de relaties met België. Belgische economen berekenden dat door het akkoord België niet alleen de kwijtgescholden 10,6 miljard BEF misliep, maar ook nog eens 9 miljard aan rente.
Ondanks de kortstondige normalisering van de diplomatieke betrekkingen tussen Zaïre en België in 1989 brak een jaar later een nieuwe crisis uit. Op 24 april 1990 kondigde Mobutu een democratiseringsproces aan in zijn land, maar slechts enkele weken later werd een studentenrevolte in Lubumbashi gewelddadig de kop ingedrukt. Volgens Zaïre was een enkel slachtoffer te betreuren, maar een rapport van de Verenigde Naties beschreef tientallen doden. Aangezien het in Rabat ondertekende protocol een mensenrechtenclausule bevatte, benadrukte Eyskens tegenover Nguza Karl-I-Bond dat de Zaïrese autoriteiten zich hieraan moesten houden. Uiteindelijk beslisten de Zaïrezen unilateraal om de diplomatieke betrekkingen te verbreken.